# Rotax/MPK EU8N
Bombardier-Rotax/MPK EU8N – typ tramwaju produkowanego w latach 2009–2016 z przerwą w 2013 roku w Stacji Obsługi i Remontów w krakowskim MPK, na bazie tramwaju Bombardier-Rotax E6.

## Historia
MPK w Krakowie szukało taniego sposobu na unowocześnienie taboru. Ostatecznie postanowiono sprowadzać używane tramwaje z Niemiec i Austrii. Po dostarczeniu w 2006 roku pierwszych wagonów MAN/Duewag N8S-NF uznano, że wstawienie niskopodłogowego członu do używanych tramwajów i jednoczesna ich modernizacja to dobry pomysł na zwiększenie liczby pojazdów niskopodłogowych. Historia pierwszego wagonu EU8N o numerze taborowym #3012 zaczęła się w 2008 roku, kiedy do Krakowa sprowadzono dwukierunkowe wagony Bombardier-Rotax E6 (silnikowy) i c6 (doczepny) które w składach 5-wagonowych były używane na wiedeńskiej linii premetra U6. Na ich podstawie z wykorzystaniem niskopodłogowego członu zbudowanego w fabryce Autosan w Sanoku wyprodukowano wagon EU8N. Wagony ponadto zmodernizowano, między innymi zmieniając całkowicie stylistykę części przedniej z kabiną motorniczego. Pierwsza publiczna prezentacja tramwaju odbyła się 18 czerwca 2010 roku przed Zajezdnią św. Wawrzyńca. Odbyła się ona w ramach konferencji o nowoczesnej komunikacji miejskiej w zabytkowych miastach z okazji 135-lecia komunikacji miejskiej w Krakowie.

## Konstrukcja
EU8N jest 3-członowym wagonem jednokierunkowym o rozruchu stycznikowym. Pojazd wyposażony jest w dużą kabinę motorniczego z ręcznym nastawnikiem jazdy i panoramiczną szybą. Posiada też pulpit manewrowy w szafie aparaturowej z tyłu wagonu, klimatyzację przedziału pasażerskiego i kabiny motorniczego, połówkowy pantograf oraz ścianę czołową wykonaną z tworzywa sztucznego. Konstrukcja wagonu jest oparta na czterech wózkach, z czego pierwszy i ostatni są napędowe, a pozostałe toczne. Jeden przegub i wózek toczny pochodzi właśnie ze wspomnianych wcześniej wagonów doczepnych typu c6. EU8N posiada 5 par drzwi harmonijkowych po prawej stronie, wyposażonych w fotokomórki (drzwi z lewej strony oryginalnych wagonów E6 usunięto i wstawiono w ich miejsce okna). Pierwsze i ostatnie drzwi są połówkowe, a środkowe prowadzą do członu niskopodłogowego, gdzie poziom podłogi wynosi jedynie 290 mm.

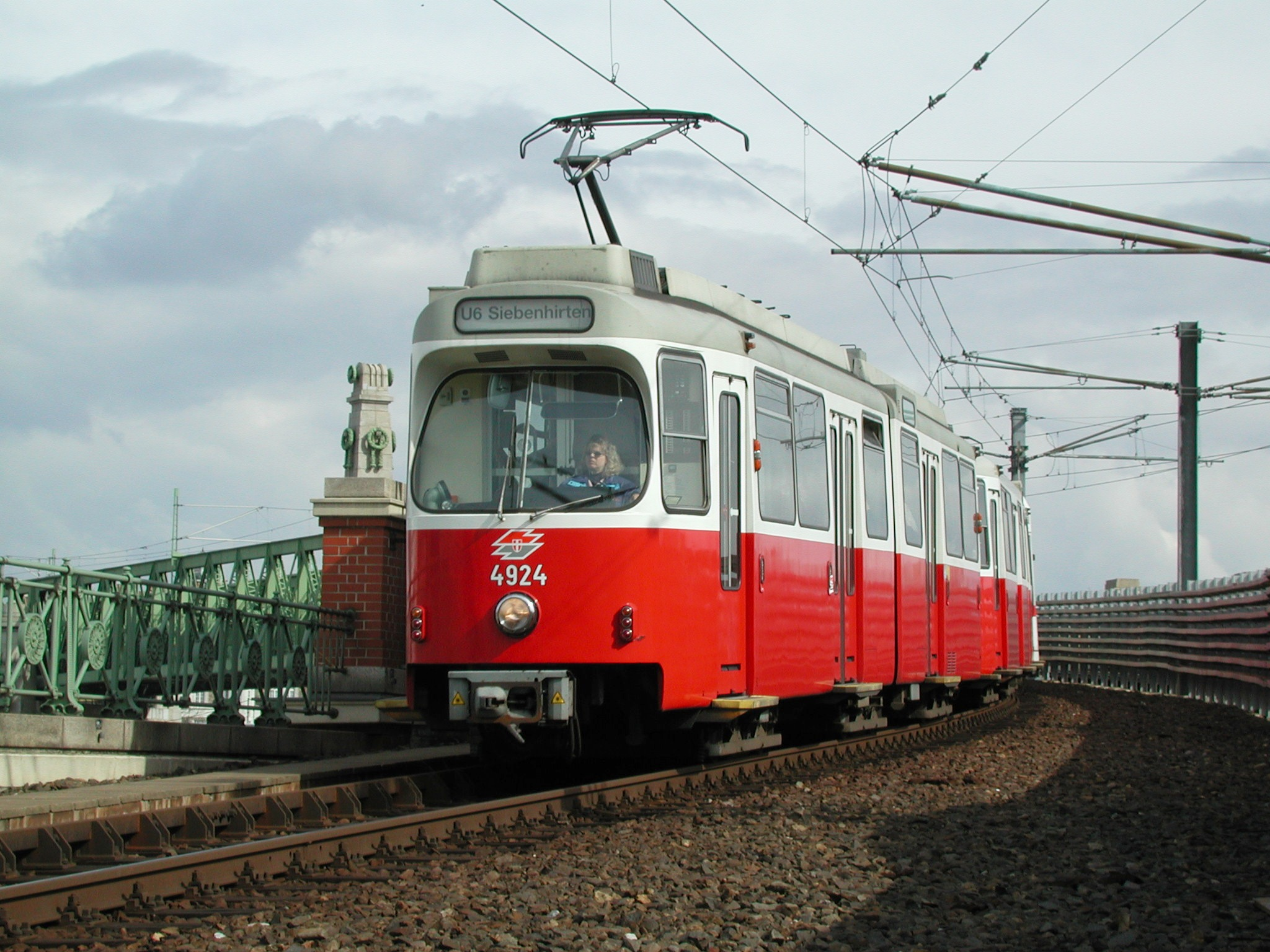
Wiedeński wagon metra E6 – baza dla tramwajów EU8N

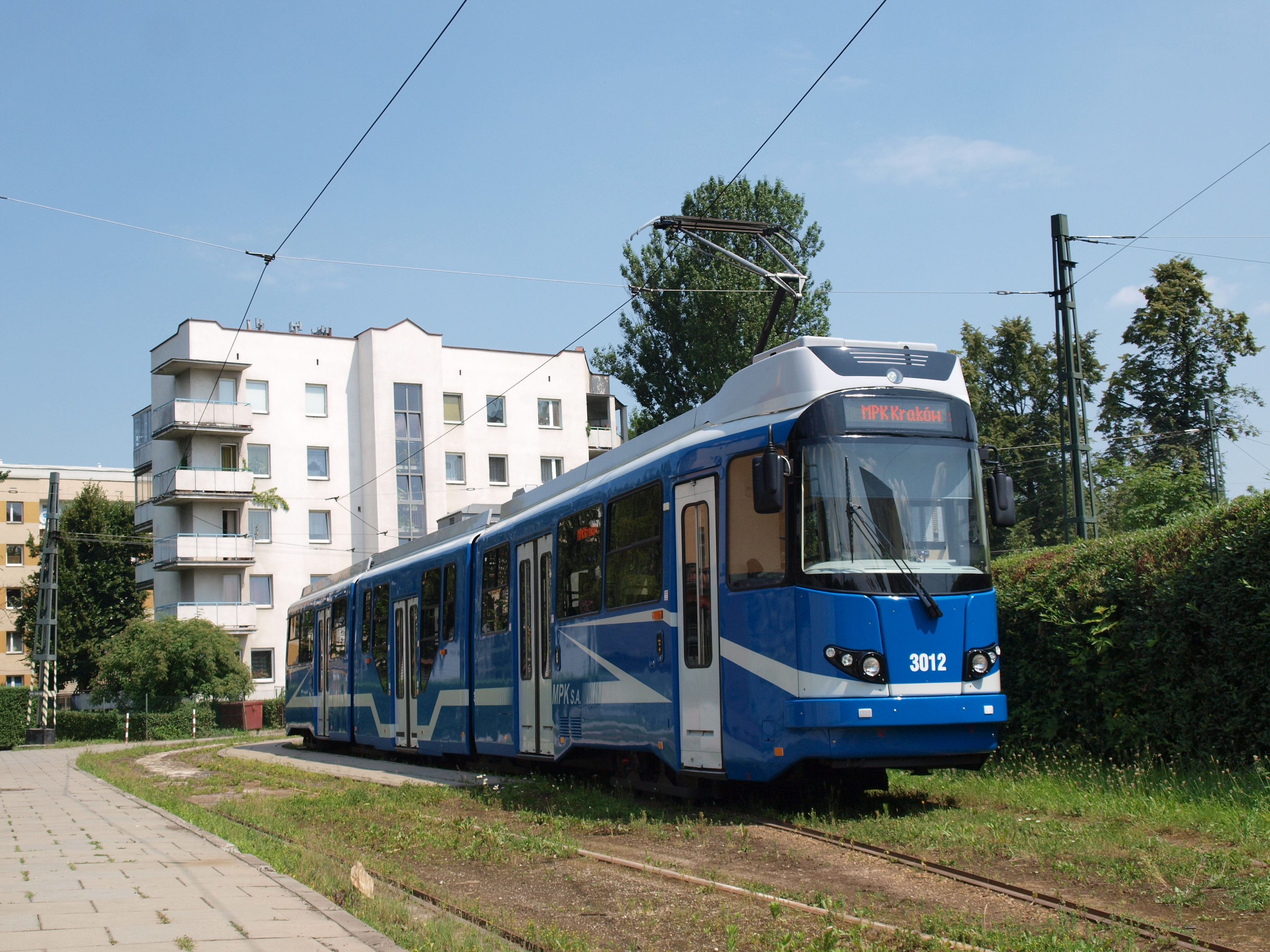
EU8N na pętli tramwajowej Dąbie tuż przed oddaniem do eksploatacji

## Eksploatacja
Wagony typu Rotax/MPK EU8N oficjalnie weszły do eksploatacji dnia 2 lipca 2010 roku. Wagon #3012 został już oficjalnie zaprezentowany krakowianom na pętli tramwajowej Dąbie, został poświęcony przez kapłana, a następnie włączył się do ruchu na linii 22. Do końca 2010 oddano do użytku 7 wagonów. Tramwaje tej serii stacjonują w Zajezdni tramwajowej Nowa Huta i przeznaczono dla nich zakres numeracji 3012-3036. Docelowo wagonów miało być 25, gdyż zakupiono po 27 sztuk E6 i c6, z czego dwa przeznaczono na części. W latach późniejszych zdecydowano się dokupić wagony E6. Wagony c6 służące jako części do budowy sprowadzono już wszystkie do końca 2009 roku. W 2015 r. na regularne linie wyjeżdżały 34 sztuki, a kolejne 2 były w trakcie budowy. W czerwcu 2016 r. było gotowych już 40 pojazdów. Kolejne nie są już planowane, gdyż nie można już pozyskać składów E6+c6, które są podstawą EU8N. Obecnie tramwaje tego typu mogą poruszać się przez Tunel Krakowskiego Szybkiego Tramwaju i obsługują linie 17 oraz 19. Oprócz tego pojawiają się też na liniach 2, 6, 11, 16, 20, 21, 49 a także na nocnych 62, 64 i 69.

## Galeria

Prezentacja tramwaju
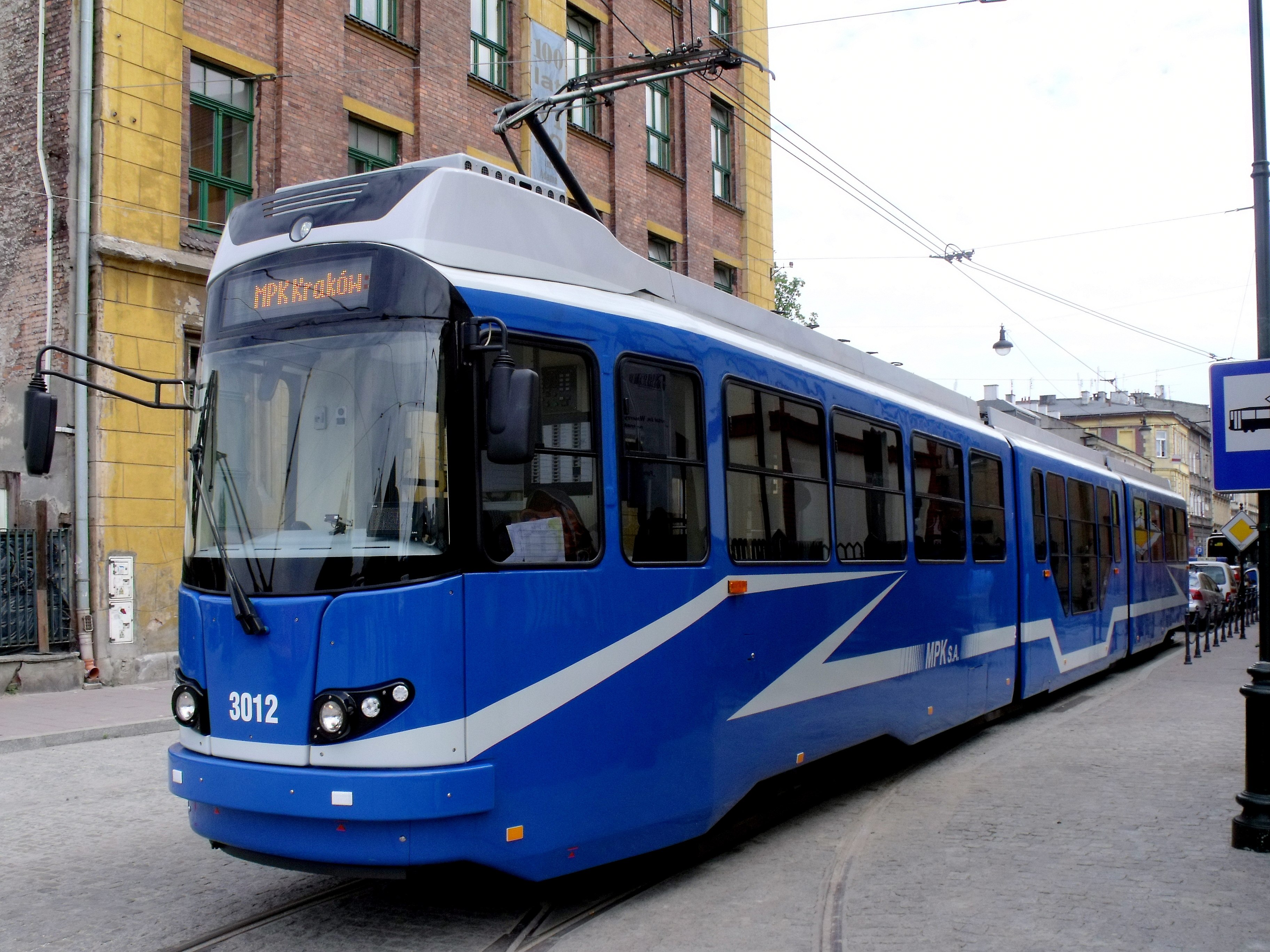
Lewy bok wagonu EU8N
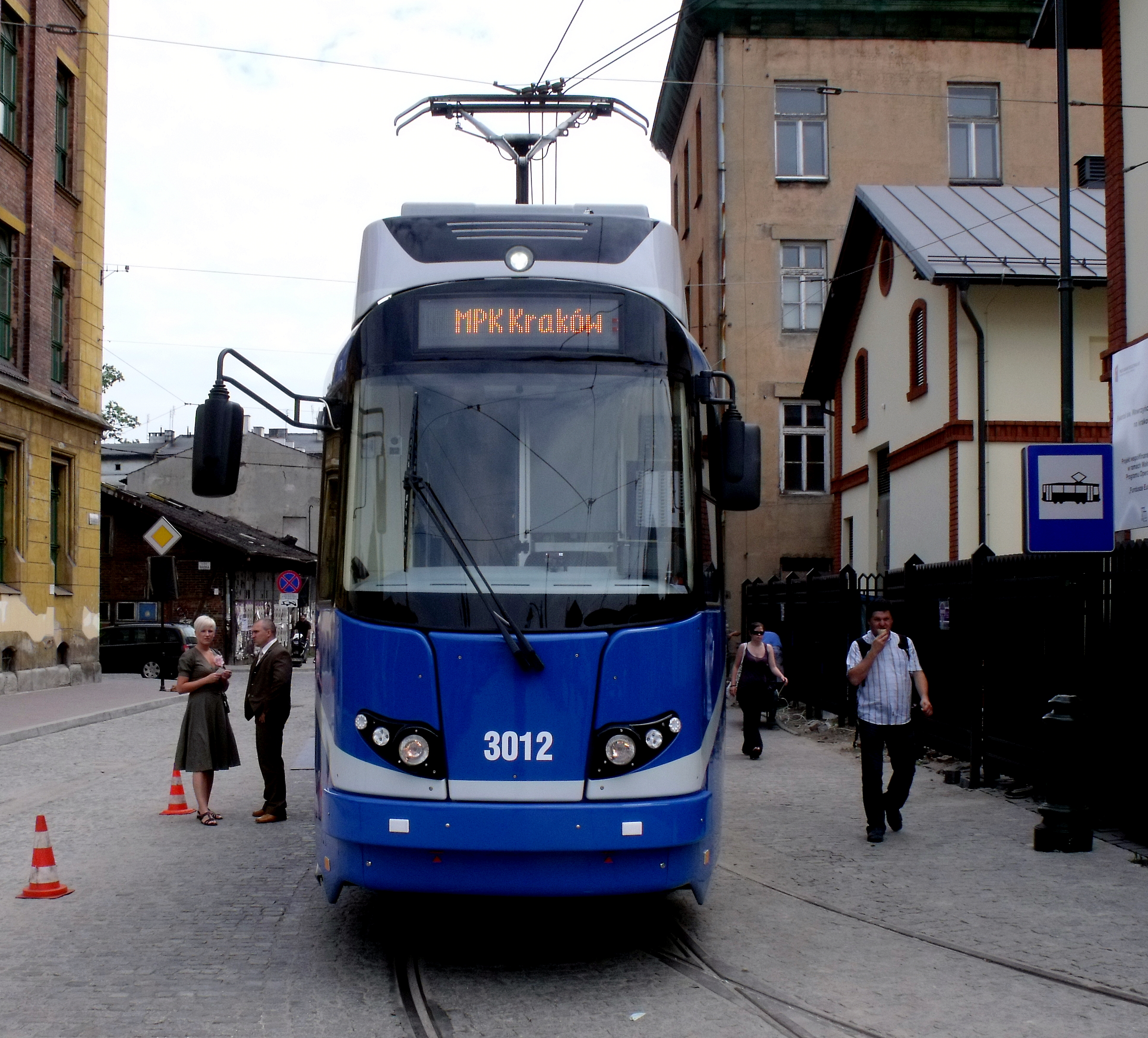
Przód wagonu EU8N